# Capital Americana de la Cultura
L'Organització Capital Americana de la Cultura és una Organització No-Governamental (ONG) creada el 1997 que selecciona anualment una ciutat del continent americà com a capital de la cultura per un període d'un any. La iniciativa està basada en el programa de la "Capital Europea de la Cultura", i gaudeix del suport de l'Organització d'Estats Americans. El president actual de l'organització és Xavier Tudela.

## Capitals Americanes de la Cultura
- 2000 – Mérida, Mèxic
- 2001 – Iquique, Xile
- 2002 – Maceió (Brasil)
- 2003 – Panamà, Panamà i Curitiba (Brasil)
- 2004 – Santiago de Xile, Xile
- 2005 – Guadalajara, Mèxic
- 2006 – Córdoba, Argentina
- 2007 – Cuzco, Perú
- 2008 - Brasília (Brasil)
- 2009 - Asunción, Paraguai
- 2010 - Santo Domingo, República Dominicana
- 2011 - Quito, Equador
- 2012 - São Luís (Brasil)
- 2013 - Barranquilla, Colòmbia
- 2014 - Estat de Colima, Mèxic
- 2015 - Mayagüez, Puerto Rico
- 2016 - Valdívia, Xile
- 2017 - Mérida, Mèxic
- 2018 - Estat d'Anzoátegui, Veneçuela
- 2019 - San Miguel de Allende-Guanajuato, Mèxic
- 2020 - Punta Arenas, Xile
- 2021 - Zacatecas, Mèxic
- 2022 - Ibagué, Colombia
- 2023 - Aguas Calientes, Mèxic
- 2024 - Nayarit, Mèxic